# 1a Divisió Aerotransportada (Regne Unit)
La 1a Divisió Aerotransportada va ser una formació militar que es va formar i va combatre durant la Segona Guerra Mundial. Va patir grans pèrdues en el transcurs les operacions en les quals va participar, especialment durant l'Operació Horta, l'operació que va fer famosa a la divisió per la seva defensa del pont d'Arnhem. La divisió va ser la primera a fer servir la boina grana, avui un símbol internacionalment reconegut de les forces aerotransportades d'elit.

## Història

### Formació de la divisió, nord d'Àfrica i Sicília
La 1a Divisió Aerotransportada va ser formada el 31 d'octubre de 1941, sota el comandament del Major General Frederick Browning. En un inici estava formada per la 1a Brigada Paracaigudista britànica i per la 1a Brigada d'Aterratge. El juliol del 1942 rebé la 2a Brigada Paracaigudista, arribant a ser tota una divisió. Però a finals de 1942, la 1a Brigada Paracaigudista va ser enviada al nord d'Àfrica, reduint-se de nou la força de la brigada. En la seva absència se li afegí la 3a Brigada Paracaigudista britànica.
L'1 de maig de 1943, la divisió, sota el comandament del Major General George F. Hopkinson, va ser destinada al nord d'Àfrica, per unir-se a la 1a Brigada. La 3a Brigada va quedar-se a Gran Bretanya, formant la base per a la 6a Divisió Aerotransportada. La 1a Aerotransportada s'emprà per a la invasió de Sicília, però només hi van participar la 1a Brigada Paracaigudista i la 1a Brigada d'Aterratge.
El 9 de setembre, la unitat va rebre ordres per dirigir-se a Tàrent. Tot just arribar a port, (les Brigades Paracaigudistes 2a i la 4a s'havien unit poc abans) va avançar terra endins. Però el Major General Hopkinson va ser mort pel foc enemic i el comandament passà al Brigadier Ernest Down, comandant de la 1a Brigada. Al novembre, la Divisió va rebre l'ordre de tornar cap a Anglaterra, si bé la 2a Brigada Paracaigudista va ser destacada a Itàlia com una unitat separada.

### Dia D i següents
El gener de 1944, el Maj. Gen. Roy Urquhart va rebre el comandament de la divisió. Durant el Dia-D, la divisió va quedar en reserva, mentre que la 6a Aerotransportada feia els salts sobre França. Durant les primeres etapes de la lluita a Normandia es va planejar llançar la divisió al sud de la ciutat de Caen per donar suport a l'Operació Perch, però l'operació va ser vetada per la força aèria per considerar-la massa arriscada pels homes de la divisió, així com pels pilots que hi participarien.
El 2 d'agost de 1944, la divisió esdevingué part del 1r Exèrcit Aliat Aerotransportat.
Entre Normandia i Arnhem es van planejar fins a 17 operacions paracaigudistes pel 1r Aerotransportat, però totes elles van ser cancel·lades per un motiu o per altre (normalment perquè les unitats terrestres avançaven tan ràpidament que els objectius quedaven superats). Això va fer que els membres de la divisió rebessin el malnom de "Stillborn Division".

### L'Operació Horta

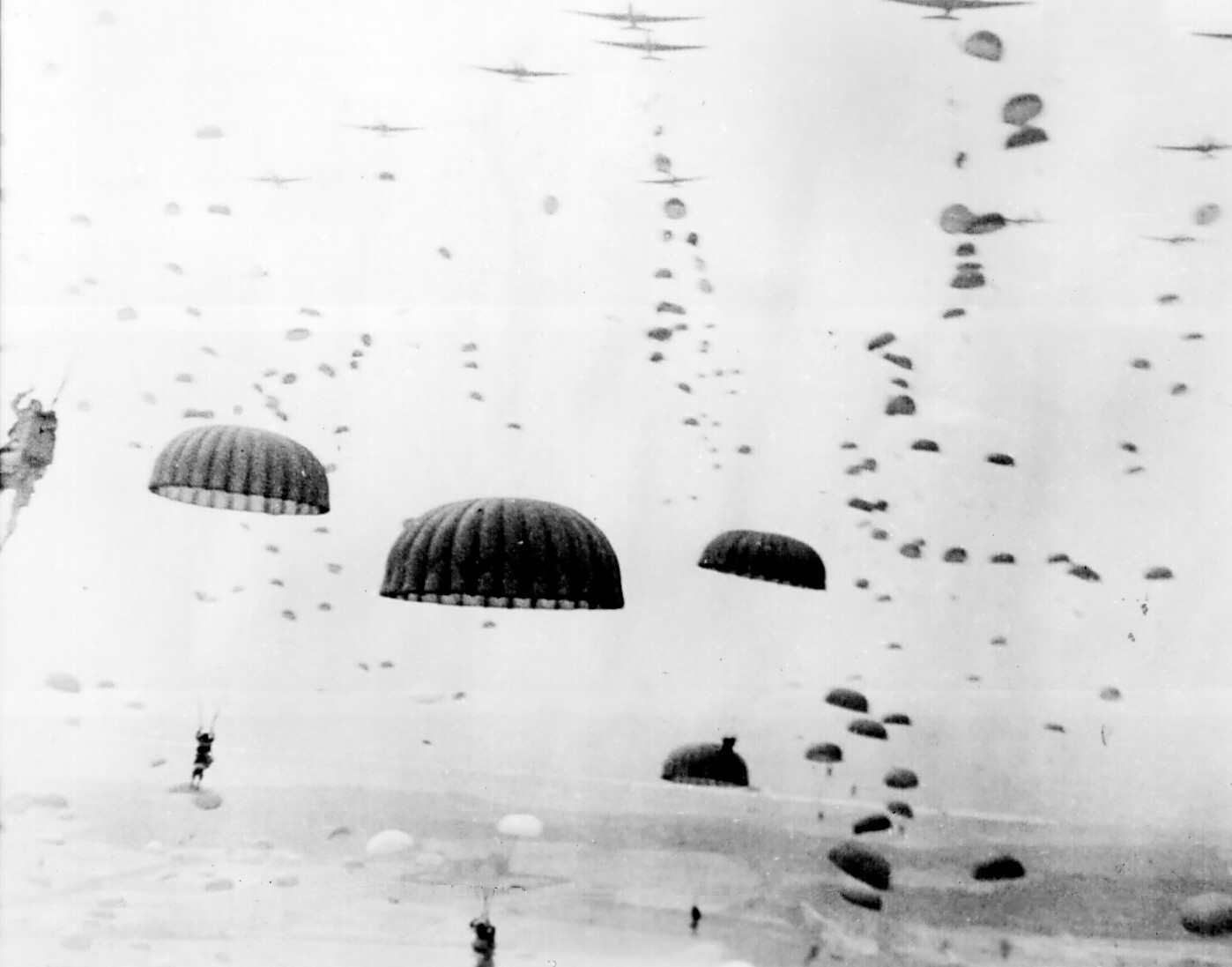
Onades de paracaigudistes aterren a Holanda durant l'Operació Horta al setembre de 1944.

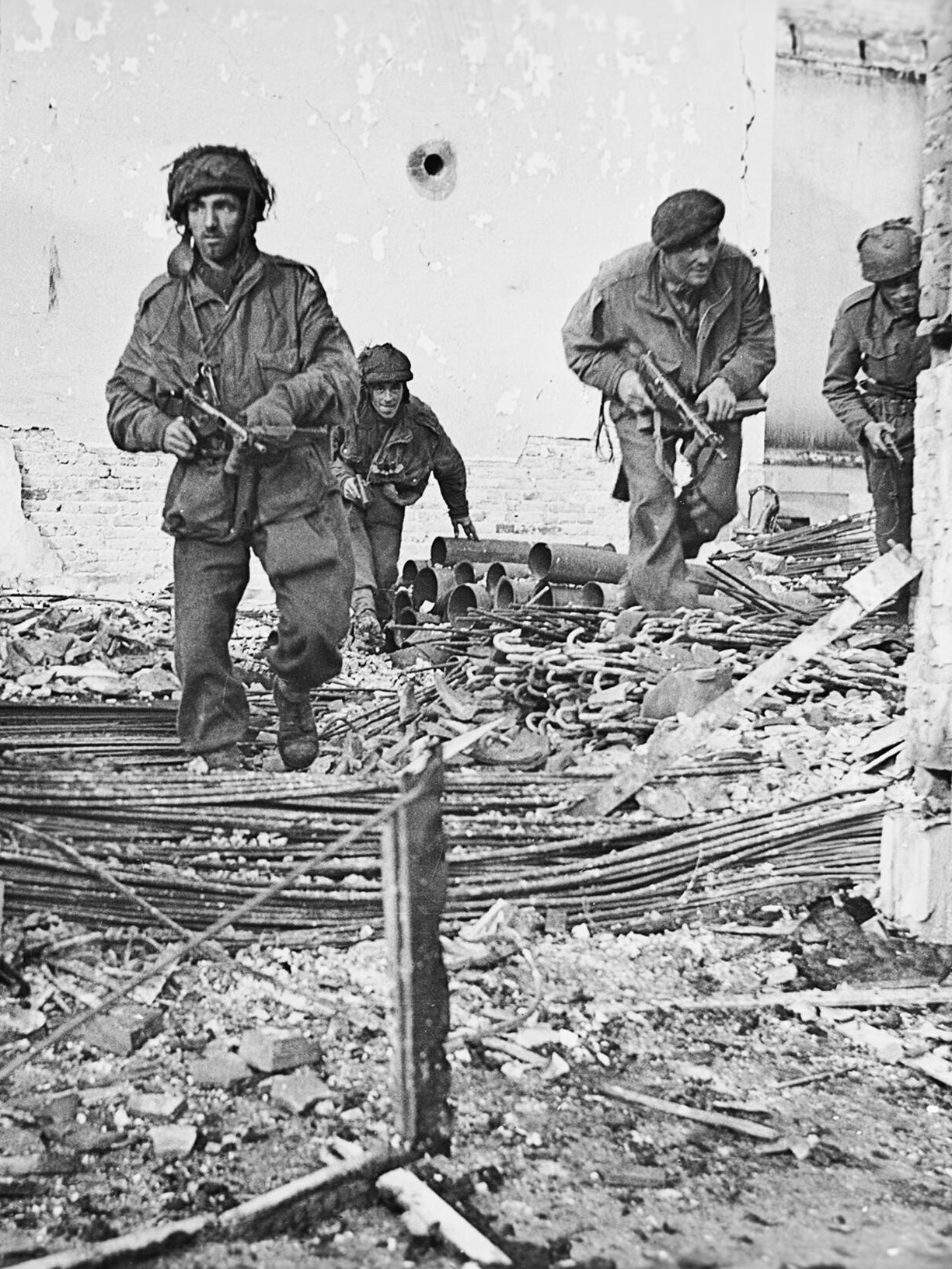
Paracaigudistes britànics a Oosterbeek

Abans de l'Operació Horta, la 1a Aerotransportada mai no havia lluitat com una única unitat. No obstant això, per aquesta operació, se li ordenà capturar el pont sobre el Rin de la ciutat d'Arnhem, mentre que el XXX Cos avançava des de Bèlgica. A les etapes inicials del pla, el General Urquhart va demanar una zona plana i defensable on pogués aterrar la seva divisió. Si bé havien diverses zones que semblaven apropiades, totes elles tenien desavantatges, i la divisió va veure's forçada a aterrar a uns 12 km de distància d'un pont d'importància vital que havia de conquerir i defensar, contravenint totes les lliçons clau apreses tant a Sicília com al Normandia sobre el fet de llençar les tropes paracaigudistes tan a prop com fos possible dels seus objectius.
A més, avions de reconeixement i la Resistència holandesa havien vist alguns tancs enemics als boscos propers a Arnhem. No obstant això, el comandament del 21è Grup d'Exèrcits va menysprear aquelles fotografies, afirmant que els tancs eren inútils. Gran part de les operacions d'espionatge aliades a Holanda havia acabat en mans alemanyes, la qual cosa va fer que no es confiés en la informació. De fet, dues divisions panzer de les Waffen SS havien sigut desplaçades fins a Arnhem per descansar, car semblava un lloc tranquil. La resistència holandesa va identificar correctament aquestes divisions i passà la informació als Aliats el 10 de setembre. Però, malgrat tot això, la 1a Aerotransportada saltà el 17 de setembre de 1944 tal com estava previst.
Per tal de poder capturar ben aviat el pont, s'envià una unitat muntada en jeeps com a part de la divisió. Però gran part d'aquesta unitat de jeeps es va perdre quan 38 planadors no van aconseguir arribar a la zona de llançament. La resta de vehicles eren lents per ser moguts després d'aterrar, i els seus vehicles de capçalera van quedar embussats de camí fins a Arnhem. Per tot plegat, la 1a Aerotransportada hagué d'anar fins a Arnhem a peu. A més, només la meitat de la divisió va arribar el primer dia per la decisió del 1r Exèrcit Aerotransportat de fer només un salt el primer dia, tot i que tots els comandants de divisió n'havien demanat dos. Els 3 batallons de la 1a Brigada van ser enviats a endinsar-se a Arnhem, però només el 2n batalló va poder arribar fins al pont. Aquest batalló, a les ordres del Tinent Coronel Johnny Frost va ocupar diversos edificis prop de la pota nord del pont. Frost va intentar en dues ocasions conquerir la pota sud, però ambdós atacs van acabar fracassant.
La divisió va fer diverses temptatives per reforçar a Frost, però els alemanys, operant al costat de la frontera alemanya, van rebre molts reforços ràpidament, sent capaços de rebutjar els atacs britànics, fins a fer retrocedir finalment la resta de la 1a Aerotransportada lluny del pont d'Arnhem, a on resistia John Frost i el 2n Batalló. El 20 de setembre s'hagué de decidir abandonar a Frost a la seva sort, i la 1a Aerotransportada ocupà una posició defensiva prop d'Oosterbeek. La divisió havia aterrat a la riba nord del Rin, mentre que el XXX Cos avançava des del sud. S'esperava que quan els homes del XXX Cos arribessin es podria assegurar el costat sud del riu i travessar el pont per rellevar la divisió al nord.
Els homes lleugerament armats de Frost van continuar mantenint la pota nord del pont dins de la ciutat d'Arnhem, defensant la seva posició des de diverses cases que envoltaven les aproximacions al pont. Tot i que l'artilleria i els tancs alemanys atacaven contínuament les posicions britàniques, es van mantenir ferms. Però, pel 21 de setembre, la munició del batalló pràcticament s'havia esgotat, i la rendició va ser inevitable. Entrenats per operar sols o amb un suport mínim, darrere les línies enemigues i contra unes forces enemigues numèricament superiors, van mantenir la zona del pont durant 3 dies i 4 nits, que és el que el comandament aliat havia estimat que podria fer tota la divisió (consistent en uns 10.000 homes). El batalló de Frost estava compost per uns 745 homes, dels quals en van sobreviure un centenar per ser fets presoners, a més d'uns 200 ferits que ja havien estat evacuats.
La divisió aerotransportada, sense blindats i amb molt poques armes anti-tanc, va ser capaç de defendre's d'un exèrcit quatre vegades major, amb un immens suport artiller i blindat. Va ser un fet extraordinari que es va fer mereixedor de la seva fama (posteriorment el pont va rebre el nom de Frost). La principal força de la Brigada Paracaigudista Polonesa i del XXX Cos van arribar a la riba sud del riu el dia 22, 3 dies més tard del previst. Però no van poder travessar-lo, excepte uns 200 paracaigudistes polonesos que van anar a reforçar el perímetre d'Oosterbeek. El 25, s'ordenà a la divisió que es retirés pel riu. Deixant enrere als operadors de ràdio, als metges i a aquells més ferits. El General. Urquhart i els 2.300 supervivents de la divisió es van retirar pel riu.

### Epíleg
L'alt comandament havia estimat que la 1a Aerotransportada només podria mantenir la posició al nord del riu fins a un màxim de 4 dies. Però, tot i que estava mancat de forces, va mantenir la posició fins a 8 dies. Amb menys d'una quarta part de la divisió retornant d'Arnhem, ja no tornà a entrar en combat en tota la resta de la guerra, tot i que seccions de la divisió van ser enviats a Noruega al maig de 1945 per desarmar les tropes alemanyes allà destinades, que sumaven uns 350.000 homes, i una brigada va ser enviada a Dinamarca.
La divisió va ser retirada al Regne Unit a l'agost de 1945 i va ser dissolta al novembre d'aquell mateix any.

## Honors
Quatre homes de la 1a Divisió Aerotransportada van rebre la Creu Victòria per les seves accions durant la batalla d'Arnhem:
- Sergent interí John Daniel Baskeyfield (1a Divisió Aerotransportada, Regiment de South Staffordshire)
- Major Robert Henry Cain (1a Divisió Aerotransportada, Fusellers Reials de Northumberland, afegit al 2n batalló del Regiment de South Staffordshire)
- Tinent John Hollington Grayburn (Regiment Paracaigudista, 2n Batalló)
- Capità Lionel Ernest Queripel (Regiment Paracaigudista, 10è Batalló)

## Orde de Batalla
La relació següent reflecteix l'orde de batalla de la 1a Divisió Aerotransportada a l'època de la seva participació en l'operació d'Arnhem (l'única ocasió en què la divisió va combatre amb tota la seva capacitat)
- 1a Divisió Aerotransportada – Major General Roy Urquhart
  - GSO 1 (ops) - Tinent Coronel C. Mackenzie
  - GSO 2 (air) - Major D. Madden
  - GSO 3 (intel) - Major H.P. Maguire
  - Comandant Artilleria Reial - Tinent Coronel R. Loder-Symonds
  - ADMS - Coronel G. Warrack (RAMC)
  - Comandant Enginyers Reials - Tinent Coronel E. Meyers
  - Comandant RASC - Tinent Coronel M. Packe
  - AAQG Tinent Coronel - P. H. H. M. Preston
  - ADOC Tinent Coronel - G. Mobbs
- 1a Brigada Paracaigudista - Brigadier G. Lathbury
  - 1r Batalló Regiment Paracaigudista - Tinent Coronel D. Dobie
  - 2n Batalló Regiment Paracaigudista - Tinent Coronel J. Frost
  - 3r Batalló Regiment Paracaigudista - Tinent Coronel J. Fitch
  - 1a Bateria Anti-tanc aerotransportada, RA
  - 16è d'Ambulàncies Aerotransportades de Camp, RAMC - Tinent Coronel E. Townsend
  - 1r Esquadró Paracaigudista RE
- 4a Brigada Paracaigudista - Brigadier S.Hacket
  - 10è Batalló Regiment Paracaigudista - Tinent Coronel K.Smith
  - 11è Batalló Regiment Paracaigudista - Tinent Coronel G.Lea
  - 156è Batalló Regiment Paracaigudista - Tinent Coronel des Voeux
  - 2a Bateria Anti-tanc aerotransportada, RA
  - 133è d'Ambulàncies Aerotransportades de Camp, RAMC - Tinent Coronel Alford
  - 4t Esquadró Paracaigudista RE - Major Perkins
- 1a Brigada d'Aterratge - Brigadier Hicks
  - 1r Batalló The Border Regiment - Tinent Coronel T. Haddon
  - 2r Batalló The South Staffordshire Regiment - Tinent Coronel Mc Cardie
  - 7è Batalló (Galloway) The King's Own Scottish Borderers - Tinent Coronel R. Payton Reid
  - 181è d'Ambulàncies Aerotransportades de Camp - Tinent Coronel A. Marrable
- Unitats de Divisió 
  - 21a Companyia Independent Paracaigudista - Major B. Wilson
  - 1r Regiment Lleuger d'Aterratge RA - Tinent Coronel S. Thompson
  - 1 Unitat Aerotransportada Avançada d'Observació, RA Major Wight Boycott
  - 1a Unitat de Senyals - Tinent Coronel T.C.V. Stephenson
  - 1r Esquadró de Reconeixement - Major F. Gough
  - 9a Companyia de Camp (Aerotransportada) RE - Major Winchester
  - 261a Companyia de Camp (Aerotransportada) RE
  - 250a Companyia Lleugera Composta Aerotransportada, RASC
  - 1r Parc Divisionari Aerotransportat, RAOC Major Chidgey
  - 1r Taller Divisionari Aerotransportat, REME Tinent A.Butterworth
  - 89è Cos Aerotransportat d'Intel·ligència – Policia Militar - Captità Killick
- Unitats Adjuntes
  - 1a Brigada Paracaigudista Independent Polonesa - Major General S. Sosabowski
    - 1r Batalló
    - 2n Batalló
    - 3r Batalló
    - A més d'Enginyers, Metges, AT, Senyals, etc.

  - 1r Regiment de Pilots de Planador - Tinent Coronel I. Murray
  - 2n Regiment de Pilots de Planador - Tinent Coronel J. Place
  - Enllaços holandesos Tinent Comandant A. Wolters i Tinent M. Knottenbelt